# Filip Fjeld Andersen
Filip Fjeld Andersen (* 4. Juli 1999 in Nesodden) ist ein ehemaliger norwegischer Biathlet. Er war Gesamtsieger des IBU-Cups 2020/21 und lief von 2021 bis 2023 im Weltcup, wo er mit der Staffel zwei Rennen gewinnen konnte und in Einzelrennen zwei Podestplätze erreichte.

## Sportliche Laufbahn

### Juniorenbereich und IBU-Cup-Gesamtsieg
Andersen gab sein internationales Debüt im Rahmen der Jugendweltmeisterschaften 2018, die im estnischen Otepää stattfanden. Er belegte in allen Wettbewerben einen Platz unter den besten fünf; im Einzel gewann er hinter Michail Perwuschin die Silbermedaille und mit der norwegischen Herrenstaffel die Bronzemedaille. Andersen trat auch bei zwei Rennen im IBU-Junior-Cup 2018/19 an, wobei er einmal den 51. Platz belegte und einmal Dritter wurde.
Danach ging Andersen bis zur Saison 2020/21 aufgrund diverser Krankheiten und Verletzungen nicht mehr bei internationalen Wettkämpfen an den Start. Bei seinem ersten Auftritt nach fast zwei Jahren ohne internationale Teilnahmen belegte der Norweger beim IBU-Cup-Sprint am Arber hinter seinem Bruder Aleksander auf Anhieb den 2. Platz. Zwei Tage später gelang es ihm sogar, sein erstes Rennen auf dieser Ebene zu gewinnen. Bei den Europameisterschaften wurde Andersen 13. im Einzel, 14. im Sprint und Fünfter in der Verfolgung, im Rest der Saison belegte er in nahezu allen Wettkämpfen einen Platz in den Top Ten und erzielte insgesamt vier Podestplätze in Individualwettbewerben. Auch mit der Staffel erreichte er einmal das Podest. Vor dem letzten Einzelrennen der Saison, dem Sprint in Obertilliach, belegte der Norweger den zweiten Platz in der IBU-Cup-Gesamtwertung. Durch seinen Sieg in diesem letzten Rennen sicherte sich Filip Fjeld Andersen den Titel und konnte darüber hinaus auch die Disziplinwertung im Sprint gewinnen. Am 19. März 2021 gab Andersen bei den letzten Rennen des Winters 2020/21 in Östersund sein Weltcupdebüt. Im Sprint wurde er 58. und qualifizierte sich somit für die Verfolgung, in der er als 35. auch erstmals in die Punkteränge lief.

### Schneller Auf- und Abstieg im Weltcup
Aufgrund seines ersten Platzes in der IBU-Cup-Gesamtwertung im Vorjahr hatte Andersen für den Auftakt in die Weltcupsaison 2021/22 ein persönliches Startrecht ergattert. Bei den Wettkämpfen in Östersund lief er im Einzel auf Rang 31 und feierte am Tag darauf als Neunter des Sprints seine erste Top-Ten-Platzierung auf Weltcupebene. Trotz dieser beachtlichen Ergebnisse wurde Andersen zunächst aus der Mannschaft gestrichen und lief stattdessen im IBU-Cup, wo er bei den Wettbewerben in Sjusjøen zweimal das Podest erreichte. Daraufhin wurde Andersen für weitere Weltcuprennen, in Hochfilzen und Le Grand-Bornand, nominiert. Nach zwei weniger geglückten Auftritten in Österreich wurde der Norweger beim Sprint in Le Grand-Bornand überraschend Dritter und erreichte somit erstmals einen Podestplatz im Weltcup. Bei der darauffolgenden Verfolgung und dem Massenstart hingegen machten viele Schießfehler weitere gute Platzierungen unmöglich und Andersen verpasste in beiden Rennen die Top 25. Für die Olympischen Spiele wurde er als Reserveathlet nominiert, bekam aber erwartungsgemäß keinen Einsatz. Zum Saisonende zeigte er erneut gute Leistungen, gewann in Kontiolahti an der Seite von Sivert Bakken, Sturla Holm Lægreid und Vetle Sjåstad Christiansen sein erstes Weltcuprennen und belegte am selben Ort hinter Quentin Fillon Maillet den zweiten Rang im Sprint. Den Winter schloss er als sechstbester Norweger auf Rang 21 der Weltrangliste ab.
Auch im Winter 2022/23 war Andersen zunächst Teil der Weltcupmannschaft und erzielte beim Weltcup von Hochfilzen den vierten Rang im Sprint. An selber Stelle siegte er zum zweiten Mal mit der Staffel. Drei weitere Top-10-Ergebnisse in Le Grand-Bornand und auf der Pokljuka verhalfen dem Norweger zwischenzeitlich zum ersten Platz in der U-25-Wertung; nachdem er aber bei den folgenden zwei Stationen nahezu punktlos blieb, wurde er Mitte Januar aus dem Weltcupteam gestrichen und nahm weder an WM noch an EM teil. Nachdem er das Saisonfinale des IBU-Cups in Canmore bestritten hatte, beendete Andersen seine Saison, nahm aber noch am saisonschließenden Weltcupmassenstart in Oslo teil und beendete diesen nach zehn Schießfehlern als 30. Mit seinem Bruder Aleksander, Vetle Paulsen und Vetle Sjåstad Christiansen gewann er im März 2023 für Buskerud die Silbermedaille bei den norwegischen Meisterschaften.
In der Saison 2023/24 bestritt Andersen aufgrund fehlender Form lediglich zwei IBU-Cup-Rennen, bei den nationalen Meisterschaften resultierten zwei Bronzemedaillen. Nachdem er in der Saison 2024/25 keine internationalen Einsätze erhalten und auch im Norwegen-Cup nur Mittelfeldplätze belegt hatte, gab Andersen am 28. April 2025 sein Karriereende bekannt.

## Persönliches
Filip Fjeld Andersens älterer Bruder Aleksander war ebenfalls als professioneller Biathlet aktiv.
2018 wurde bei Filip Fjeld Andersen Vorhofflimmern diagnostiziert, er musste dreimal operiert werden und seine Karriere für mehr als 1000 Tage pausieren. Mittlerweile ist der Herzfehler aber behoben und Andersen hat keinerlei gesundheitlichen Einschränkungen mehr.

## Statistiken

### Weltcupsiege
| Nr. | Datum         | Ort         | Disziplin |
| --- | ------------- | ----------- | --------- |
| 1.  | 4. März 2022  | Kontiolahti | Staffel 1 |
| 2.  | 10. Dez. 2022 | Hochfilzen  | Staffel 2 |

### Weltcupplatzierungen
Die Tabelle zeigt alle Platzierungen (je nach Austragungsjahr einschließlich Olympische Spiele und Weltmeisterschaften).
- 1.–3. Platz: Anzahl der Podiumsplatzierungen
- Top 10: Anzahl der Platzierungen unter den ersten zehn (einschließlich Podium)
- Punkteränge: Anzahl der Platzierungen innerhalb der Punkteränge (einschließlich Podium und Top 10)
- Starts: Anzahl gelaufener Rennen in der jeweiligen Disziplin
- Staffel: inklusive Mixed- und Single-Mixed-Staffeln

| Platzierung | Einzel | Sprint | Verfolgung | Massenstart | Staffel | Gesamt |
| ----------- | ------ | ------ | ---------- | ----------- | ------- | ------ |
| 1. Platz    |        |        |            |             | 2       | 2      |
| 2. Platz    |        | 1      |            |             |         | 1      |
| 3. Platz    |        | 1      |            |             |         | 1      |
| Top 10      |        | 6      | 3          | 2           | 3       | 14     |
| Punkteränge | 2      | 11     | 9          | 7           | 3       | 32     |
| Starts      | 4      | 13     | 11         | 7           | 3       | 38     |

### Jugendweltmeisterschaften
Ergebnisse bei den Jugendweltmeisterschaften:
| Weltmeisterschaften | Weltmeisterschaften | Einzelwettbewerbe | Einzelwettbewerbe | Einzelwettbewerbe | Herrenstaffel |
| Jahr                | Ort                 | Einzel            | Sprint            | Verfolgung        | Herrenstaffel |
| ------------------- | ------------------- | ----------------- | ----------------- | ----------------- | ------------- |
| 2018                | Otepää              | 2.                | 5.                | 4.                | 3.            |

### IBU-Cup-Siege
| Nr. | Datum         | Ort          | Disziplin   |
| --- | ------------- | ------------ | ----------- |
| 1.  | 16. Jan. 2021 | Arber        | Sprint      |
| 2.  | 22. Jan. 2021 | Arber        | Sprint      |
| 3.  | 13. März 2021 | Obertilliach | Sprint      |
| 4.  | 1. Dez. 2021  | Sjusjøen     | Supersprint |